# Prodicus aspromontis
Prodicus aspromontis är en mångfotingart som beskrevs av Pius Strasser 1970. Prodicus aspromontis ingår i släktet Prodicus och familjen Anthroleucosomatidae. Inga underarter finns listade i Catalogue of Life.